# Erik Lange
Erik Nielsen Munk Lange (født 27. maj 1553 på Engelsholm, Nørup, sg. –– Død 1613 i Prag).
Far: Erik Lange af Engelsholm (født 1518, død 1572).
Mor: Anne Madsdatter Gjordsen af Solvig (født 1539, død efter 1610).
Erik Lange var en dansk adelsmand og alkymist, som var besat af tanken om at fremstille guld. 
Erik Lange, som var ud af en velhavende slægt, rejste som ung udenlands og besøgte bl.a. Paris, Strasburg og Wittenberg. Da han kom hjem i slutningen af 1573, var hans far død, og han overtog derfor fædrenegården Engelsholm ved Vejle. 10 år senere solgte han mødrenegården Solviggård ved Tønder, men i stedet for en del af købesummen fik han samme år Bygholm Len som en afgiftsfri forlening for livstid. 
1584 forøgedes lenet med Slavs Herred. Sin del af Engelsholm måtte han senere på grund af sine dårlige økonomiske forhold overlade søsteren og dennes ægtemand Knud Brahe. Med svogerens slægt stod han i nær forbindelse: Han besøgte jævnlig Thyge Brahe på Hven, fra hvis bogtrykkeri der udgik et af dets lærde ejer forfattet latinsk digt til ham ved navn Urania Titani
Erik Lange blev således en del af det videnskabelige miljø på Uranienborg, hvor han 1584 traf Brahes assistent –- og søster –- Sophie Brahe. Thyge gav 1590 sin velsignelse til forlovelsen mellem Erik og Sophie, som på det tidspunkt havde var enke på tredje år. Dog havde den øvrige svigerfamilie modstand mod konstruktionen formentlig på grund af hans uheldige formueomstændigheder. År for år forværredes disse, og hans interesse for guldmagerkunsten gjorde ham ikke rigere, hvorimod den vel nok styrkede båndet mellem de trolovede. Efterhånden solgte han alt, hvad han ejede og stiftede stor gæld. Nogen mener at den skat, han som lensmand havde indsamlet til kongen, blev brugt i alkymiens tjeneste. Efter at han 1590 af regeringen havde været stævnet til indlager (gældsfængsel) i København, hvoraf han dog hurtig synes at være kommet ud, blev forholdene ham til sidst for trykkende og han forlod landet 1592. 
Da han imidlertid i udlandet ikke kunde opfylde sine pligter som lensmand, fradømte Herredagen ham 1596 hans len. I en række af år flakkede han urolig om i Tyskland, kom også til Slesvig, aflagde et par småbesøg i Jylland og Fyn, overalt forfulgt af kreditorer. Forgæves søgte han at sælge sin kunsts hemmelighed til den danske konge, hos hvem hans venskab med den nu også bortdragne Tyge Brahe ikke var nogen anbefaling.
Han har i disse år ringe (om nogen) kontakt med sin forlovede, som på sin side havde en søn af første ægteskab at tage sig af. Først da hun sender sønnen på den, hos adelen, obligatoriske uddannelsesrejse, kunne hun opsøge Lange og fandt ham i usle forhold i Nordtyskland –- stadigvæk i forsøget på at undslippe sine kreditorer eller søge nye mæcener til støtte for sit guldmageri. Parret rejste tilbage til hjemlandet, men hjemkommet blev han pågrebet og fængslet af kreditorerne. Sophie frikøbte ham og de forlod landet igen. 
Den 21. marts 1602 kunne de endelig indgå giftermål, som foregik i Egernførde. Men deres ægteskab forløb vanskeligt og blev, som tiden gik, en social og økonomisk deroute. Erik Lange var ofte væk i flere måneder uden at meddele sin hustru om sit opholdssted. I 1608 kom Lange til Prag, hvor han døde 1613.

## Eksterne kilder
- Dansk Biografisk Leksikon. Kannegaard and Skeel family tree Arkiveret 27. februar 2014 hos  Wayback Machine
- Trollesborg slot Arkiveret 26. december 2007 hos  Wayback Machine
- Kvindebiografisk Leksikon Arkiveret 10. marts 2007 hos  Wayback Machine